# III. A zona nogometnog prvenstva Hrvatske 1960./61.
III. A zona prvenstva Hrvatske, također i pod nazivima  III. zona – Bjelovarska grupa, III. zona – A grupa, Zona Varaždin – Bjelovar – skupina A, Međupodsavezna liga Bjelovar – Daruvar  je bila jedna od zona Prvenstva Hrvatske, te liga trećeg stupnja nogometnog prvenstva Jugoslavije u sezoni 1960./61. 
 
Sudjelovalo je 10 klubova, a prvak je bio "Hajduk" iz Pakraca. 

## Ljestvica
| mj. | klub                                 | ut. | pob. | ner. | por. | gol+ | gol– | bod |
| --- | ------------------------------------ | --- | ---- | ---- | ---- | ---- | ---- | --- |
| 1.  | Hajduk Pakrac                        | 18  | 12   | 4    | 2    | 64   | 32   | 28  |
| 2.  | Bjelovar                             | 18  | 12   | 2    | 4    | 57   | 24   | 26  |
| 3.  | Borac Virovitica                     | 18  | 11   | 3    | 4    | 46   | 33   | 25  |
| 4.  | Pitomača                             | 18  | 11   | 0    | 7    | 37   | 31   | 22  |
| 5.  | Daruvar                              | 18  | 7    | 3    | 8    | 36   | 40   | 17  |
| 6.  | Slavonac Lipik                       | 18  | 7    | 2    | 9    | 43   | 38   | 16  |
| 7.  | Radnik Sirač                         | 18  | 6    | 2    | 10   | 29   | 53   | 14  |
| 8.  | Česma Bjelovar                       | 18  | 5    | 3    | 10   | 39   | 46   | 13  |
| 9.  | Proleter Garešnički Brestovac        | 18  | 5    | 1    | 12   | 32   | 56   | 11  |
| 10. | Slavonski Partizan Podravska Slatina | 18  | 3    | 2    | 13   | 36   | 57   | 8   |

- Podravska Slatina – tadašnji naziv za Slatinu

## Rezultatska križaljka
| kratica | klub                                 | BJE | BOR | ČES | DAR | HAJ | PIT | PRO | RAD | SLAL | SLAP |
| --- | ------------------------------------ | --- | --- | --- | --- | --- | --- | --- | --- | ---- | ---- |
| BJE | Bjelovar                             |     |     |     |     |     |     |     |     |      |      |
| BOR | Borac Virovitica                     |     |     |     |     |     |     |     |     |      |      |
| ČES | Česma Bjelovar                       |     |     |     |     |     |     |     |     |      |      |
| DAR | Daruvar                              |     |     |     |     |     |     |     |     |      |      |
| HAJ | Hajduk Pakrac                        |     |     |     |     |     |     |     |     |      |      |
| PIT | Pitomača                             |     |     |     |     |     |     |     |     |      |      |
| PRO | Proleter Garešnički Brestovac        |     |     |     |     |     |     |     |     |      |      |
| RAD | Radnik Sirač                         |     |     |     |     |     |     |     |     |      |      |
| SLAL | Slavonac Lipik                       |     |     |     |     |     |     |     |     |      |      |
| SLAP | Slavonski Partizan Podravska Slatina |     |     |     |     |     |     |     |     |      |      |
| |                                      |     |     |     |     |     |     |     |     |      |      |
| podebljan rezultat – utakmice od 1. do 13. kola (1. utakmica između klubova) rezultat normalne debljine – utakmice od 14. do 26. kola (2. utakmica između klubova) rezultat nakošen – nije vidljiv redoslijed odigravanja međusobnih utakmica iz dostupnih izvora rezultat smanjen * – iz dostupnih izvora nije uočljiv domaćin susreta prekrižen rezultat – poništena ili brisana utakmica p – utakmica prekinuta 3:0 p.f. / 0:3 p.f. – rezultat 3:0 bez borbe |                                      |     |     |     |     |     |     |     |     |      |      |

 Izvori:

## Za prvaka III. zone
| Mladost Zabok |  | – | Hajduk Pakrac |  | 9:1, 4:1 |  |

 Izvori: 